# 오촌 (도쿄도)
오촌(大村)은 도쿄도 오가사와라 지청에 일찍이 존재했던 촌이다.

## 연혁
- 1940년 4월 1일 - 보통 정촌제 시행에 수반해 성립하였다.
- 1943년 - 도쿄도제가 시행되었다.
- 1946년 1월 29일 - 미군의 지배하에 들어갔다.
- 1952년 4월 28일 - 샌프란시스코 강화조약 발효에 의해 오촌은 일본 정부의 행정에서 분리되어 폐지되어, 미합중국의 시정 하에 놓여져 계속 미 해군 관리가 되었다. 이에 따라 각 동사무소는 폐지되고 동사무소의 일반사무는 도쿄도 총무국 행정부 지방과 분실에서 이루어진다.
- 1968년 6월 26일 - 미국으로부터 반환됨과 동시에 오가사와라 지청 전역이 도쿄도 오가사와라촌이 되었다.

## 인구
| 1885년 | 168   |
| 1937년 | 2,378 |

## 참고문헌
- 角川日本地名大辞典編纂委員会『가도카와 일본 지명 대사전 13 東京都』、가도카와 쇼텐、1978年、ISBN 4-04-001130-9
- 日本加除出版株式会社編集部『全国市町村名変遷総覧』、日本加除出版、2006年、ISBN 4-8178-1318-0